# Viva la vita (film 1984)
Viva la vita (Viva la vie) è un film del 1984 diretto da Claude Lelouch.

## Trama
Michel Perrin, importante industriale, e Sarah Gaucher, attrice famosa, non hanno, in apparenza, nulla in comune; non si conoscono neppure. Nonostante ciò, entrambi scompaiono misteriosamente: lo stesso giorno, nello stesso momento, per riapparire insieme tre giorni dopo, comportandosi come se nulla fosse accaduto. Questa, che potrebbe sembrare a prima vista una inquietante coincidenza, si scopre ben presto essere qualcosa di più di un mero fortuito caso, dacché lo stesso episodio si verificherà nuovamente, con le stesse modalità del precedente, non molto tempo dopo. Questa seconda volta i due protagonisti portano un messaggio di pace, proveniente da entità extraterrestri, le quali, tra l'altro, si rivelano particolarmente abili nella comunicazione attraverso l'attività onirica.

## Commento
L'intero film è scandito da iperrealistici sogni, accompagnati da una futuribile melodia, basata per lo più su scale maggiori, per mezzo della quale vengono cantate vocali ed alfabeto). Il messaggio degli extraterrestri è inteso al disarmo nucleare della Terra. «Col suo cinema della facilità e dell'imbroglio, adornato di brillanti paradossi e di esercizi di prestigio», qualcuno ha notato, «Lelouch porta la sua pietruzza alla causa del disarmo nucleare». 
Altri lo hanno definito un film «pazzo e sfrenato [...]. Film pacifista e antinucleare senza capo né coda. Ma con quel Lelouch Touch che rende leggiadro e naturale anche l'assurdo più evidente. Come spesso nei suoi lavori, anche qui personaggi e storie che si intersecano, molto prima dei vari Crash di Paul Haggis e Arriaga-Iñarritu movies». 
Come è stato notato, poi, il film si caratterizza per la presenza di più d'una faccia nota, tanto da poter essere definito quasi un «museo del cinema: Charlotte Rampling, Michel Piccoli, Jean-Louis Trintignant, Anouk Aiméee, Charles Aznavour, Raymond Pellegrin». Il film si apre con una dichiarazione del regista Claude Lelouch, durante la quale quest'ultimo domanda espressamente agli spettatori di non rivelare né divulgae il finale del film che si accingono a vedere.